# Sue (Tyrannosaurus)

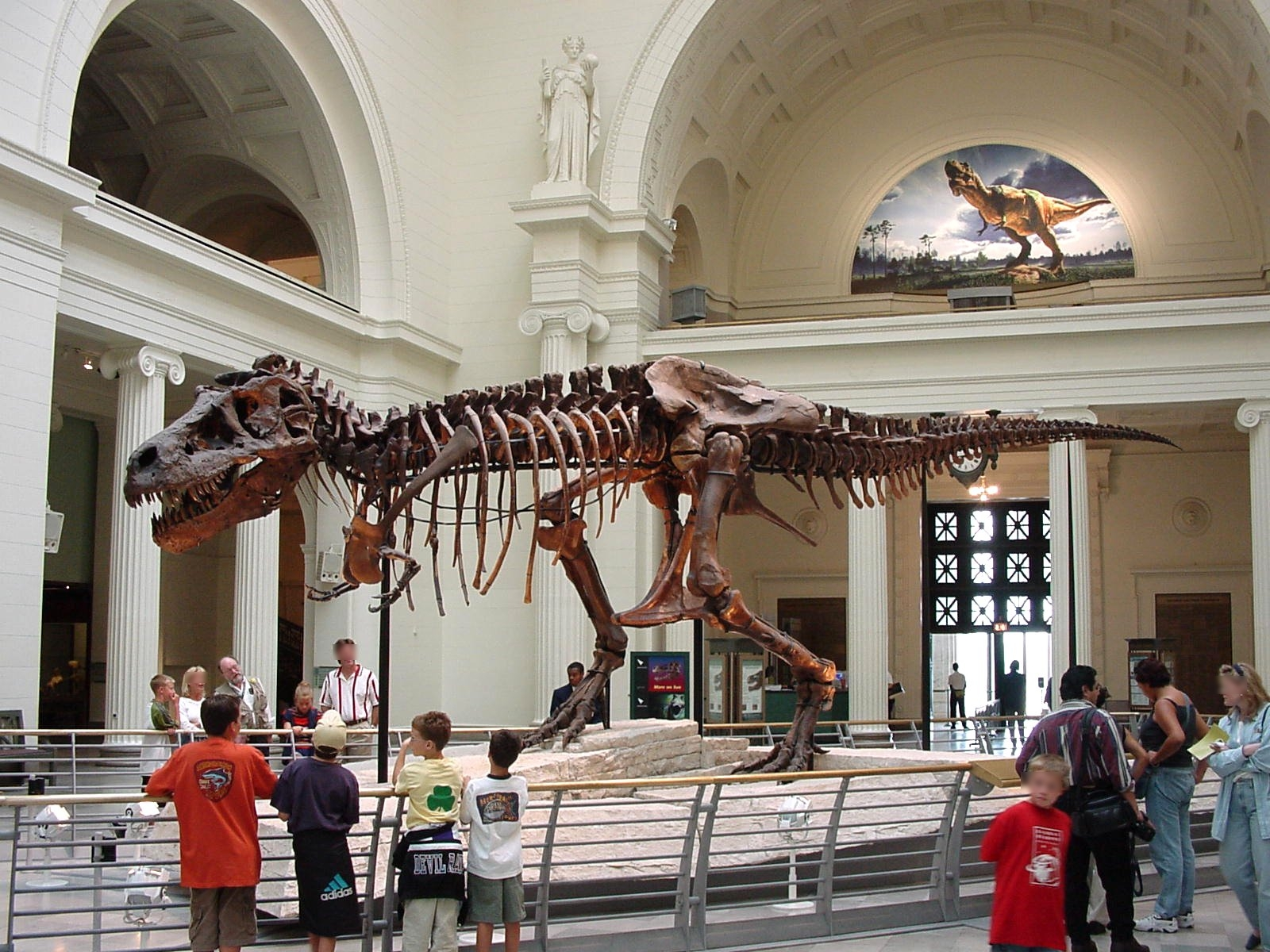
Kostra "Sue" v Chicago Field Museum

"Sue" je přezdívka jednoho z největších a nejznámějších kosterních exemplářů velkého teropodního dinosaura druhu Tyrannosaurus rex. V současnosti je jeho smontovaná kostra umístěna ve Field Museum of Natural History v Chicagu (USA). Má katalogové číslo FMNH PR 2081. V současnosti je největší nebo druhou největší známou fosilní kostrou druhu T. rex na světě, ačkoliv existují i nepotvrzené informace o údajně větších jedincích tohoto teropoda.

## Historie
Jméno je odvozeno od objevitelky fosilní kostry, americké paleontoložky Sue Hendricksonové, která významný objev učinila v létě roku 1990. Na objevu se podílel také paleontolog Peter Larson, který kvůli pozdějším sporům o vlastnictví půdy, na které byl objev učiněn, skončil ve vězení. Kostra se stala předmětem právních sporů a nakonec byla v říjnu roku 1997 v aukční síni Sotheby's vydražena za největší sumu, jakou kdy kdokoliv za dinosauří fosilii zaplatil (asi 8,36 milionu dolarů). V květnu roku 2000 byla kostra vystavena v muzeu v Chicagu pro širokou veřejnost. Již první den navštívilo otevření expozice přes 10 000 návštěvníků.
Po dlouhou dobu byl znám (resp. rozlišován) pouze jeden druh rodu Tyrannosaurus, a to T. rex. Vědecká studie z roku 2022 však přišla se stanovením dvou nových druhů, a to Tyrannosaurus imperator (typovým exemplářem je právě "Sue") a Tyrannosaurus regina. Toto rozdělení bylo provedeno na základě morfologických a anatomických odlišností zkoumaných u třiceti různých jedinců tyranosaura.

## Výzkum fosilií

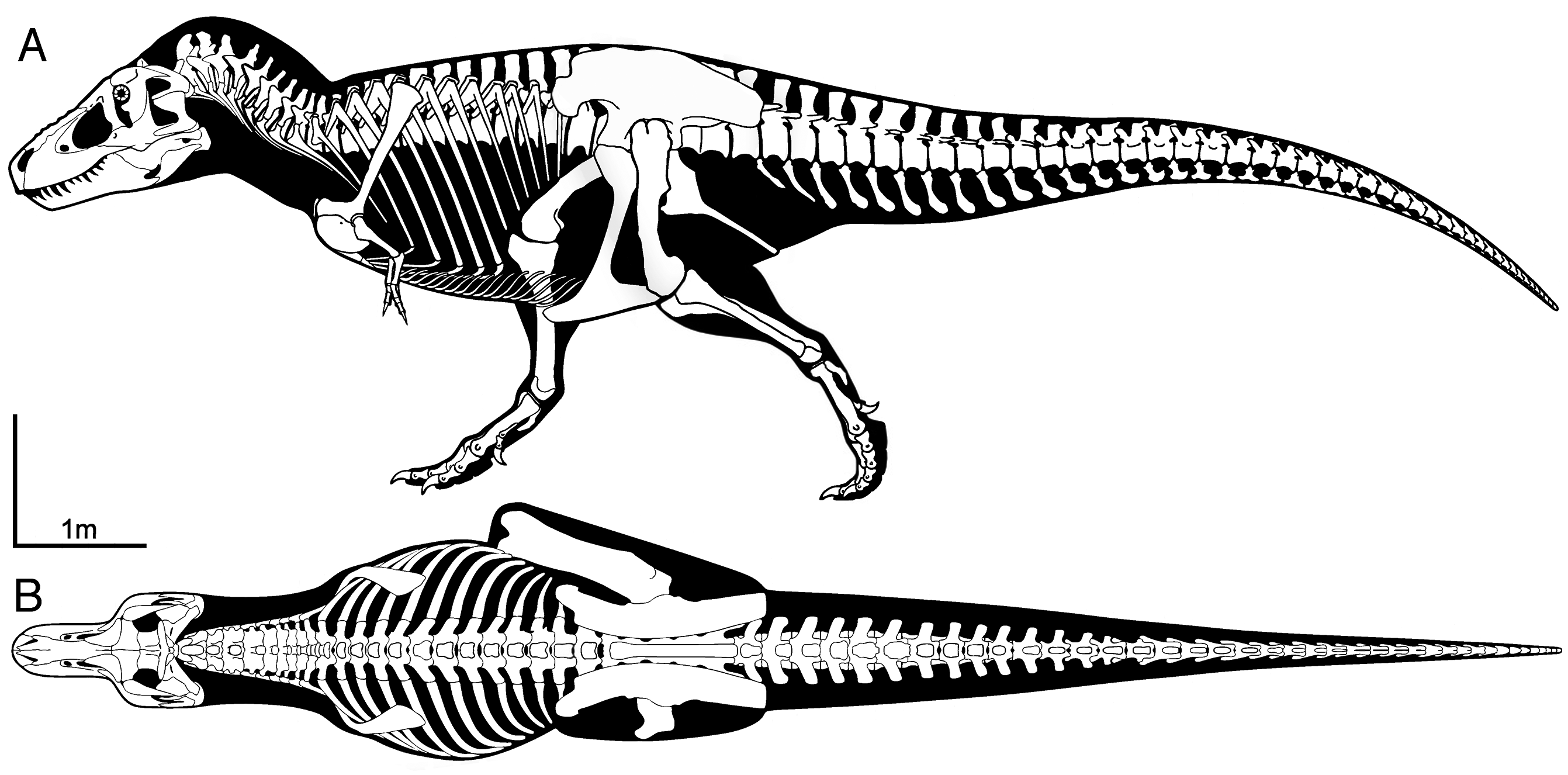
Rekonstrukce kostry jedince "Sue".

Kostra byla podrobena mnoha výzkumům počítačovou tomografií a takto byla objevena četná zahojená zranění. Tento jedinec tyranosaura zemřel údajně ve věku 28 až 29 let, což je pro tento rod zatím rekordní údaj. Podle jiných výzkumů se tento exemplář dožil ještě vyššího věku, konkrétně asi 33 let. Délka tohoto dosud největšího známého jedince tyranosaura činí 12,3 metru, měl asi 3,66 metru na výšku v kyčlích a lebka je dlouhá zhruba 145 cm. Stehenní kost měří na délku 138 cm. Jedinou větší lebkou tyranosaura na světě je MOR 008 v Museum of the Rockies v Bozemanu. Zaživa tento dinosaurus vážil kolem 6,5 tuny (možná ale až 10,2 tuny). Podle odborné práce z roku 2021 měřil tento nejdelší známý a detailněji popsaný exemplář tyranosaura na délku 11,7 až 12,3 metru a zaživa vážil asi 9979 až 11 565 kilogramů.
Není dosud jisté, zda šlo o samce nebo samici. Na kostře byly objeveny četné stopy po zraněních i nemocích, které dravý dinosaurus za živa prodělal. V říjnu roku 2016 byla z exponátu odmontována kostra pravé přední končetiny a následně byla podrobena výzkumu na synchrotronu. Podle zjištění vědců zřejmě Sue své přední končetiny příliš často a aktivně nepoužívala. Lebka Sue byla také podrobně zkoumána za pomoci 3D skenování. Spolu s fosiliemi "Sue" byly objeveny také drobné zoubky sladkovodního žraloka, který dostal vědecké jméno Galagadon nordquistae a žil zřejmě v řekách s návazností na otevřené moře.
Zhruba stejně velkým jedincem je také exemplář "Scotty", objevený v kanadském Saskatchewanu v roce 1991. Vědecká studie z roku 2019 přisuzuje tomuto jedinci ještě vyšší hmotnost, než má "Sue", a to 8870 ku 8460 kg.
Detailní výzkum paleopatologií na levé lýtkové kosti a dvou ocasních obratlích "Sue" prokázal, že tento jedinec za svého života trpěl osteomyelitidou (zánětem kostní dřeně).
V roce 1997 byla diagnosttikována nemoc dna (také podagra, pakostnice) na záprstních kůstkách pravé přední končetiny Sue.

## Údržba exponátu
Sue se pravidelně podrobuje také čištění a celkové údržbě, a to přímo v expozici Chicagského muzea. V únoru roku 2018 byl exponát Sue rozmontován a později přemístěn na jiné místo v expozici muzea.
V roce 2020 byla v expozici muzea umístěna replika celkové podoby tohoto tyranosaura, v podobě impozantního modelu v životní velikosti.

## V populární kultuře
Sue je zmiňována i v mnoha literárních dílech, mezi nimi třeba Údolí tyrannosaura od amerického spisovatele Douglase Prestona (kde je však zmíněna pouze okrajově). Byl o ní natočen samostatný dokument (v originále Dinosaur 13) a vydáno několik knih, popisujících příběh jejího objevení, restaurování, dražby i vystavení. Tento dinosaurus je také zmíněn v knize Poslední dny dinosaurů a několika amerických sci-fi románech.
Dalšími populárními jedinci tyranosaura jsou Stan, objevený roku 1987 v Jižní Dakotě, a Trix, objevený roku 2013 v Montaně.

### Česká literatura
- SOCHA, Vladimír (2021). Dinosauři – rekordy a zajímavosti. Nakladatelství Kazda, str. 40.